# ウエストモーランド郡 (ニューブランズウィック州)
ウエストモーランド郡（ウエストモーランドぐん、英語：Westmorland County、仏語：Comté de Westmorland）は、カナダのニューブランズウィック州南東部にある郡。1967年の郡制廃止以前にはモンクトンに郡役場が置かれていた。モンクトンが郡人口の半分以上を占める。
海に面した観光地シェディアックもこの郡にある。ノーサンバーランド海峡に面した地方では漁業と観光が主な産業であり、プチコーディアック川やタントラマー湖沼地域では農業も行われている。

## 行政区分
ウエストモーランド郡には2市2町7村、ファーストネーションが一つがある。また7の小教区に分かれる。

### 主な都市
- モンクトン